# Esiliiga 1997-1998
L'Esiliiga 1997-1998 fu la settima edizione della seconda serie del campionato di calcio estone.
La stagione era divisa in due turni: il primo turno vide la vittoria del Vall Tallinn; il secondo turno si concluse senza che nessuna delle squadre di Esiliiga riuscisse a ottenere la promozione sul campo.

## Formula
Le partecipanti disputavano un torneo diviso in due fasi: nella prima parte le squadre di Esiliiga si affrontavano in un campionato di andata e ritorno.
Al termine della prima fase, le prime quattro squadre del girone accedevano al girone promozione/retrocessione contro le ultime due di Meistriliiga. Le rimanenti quattro, invece, disputavano un altro girone p/r contro le quattro migliori squadre di II Liiga.

## Squadre partecipanti
| Club                  | Città    | Stagione precedente                                    |
| --------------------- | -------- | ------------------------------------------------------ |
| Dünamo Tallinn        | Tallinn  | 1° in Esiliiga, 4º nel girone p/r per Esiliiga         |
| Dokker Tallinn        | Tallinn  | in II Liiga, 3º nel girone p/r per Esiliiga            |
| Jalgpallikool Tallinn | Tallinn  | 2° in Esiliiga, 5º nel girone p/r per Meistriliiga     |
| Kalev Sillamäe        | Sillamäe | 4° in Esiliiga, 6º nel girone p/r per Meistriliiga     |
| Merkuur Tartu         | Tartu    | in II Liiga, 1º nel girone p/r per Esiliiga            |
| Olümpia Maardu        | Maardu   | 7° in Esiliiga, 2º nel girone p/r per Esiliiga         |
| Pärnu                 | Pärnu    | 3° in Esiliiga, 3º nel girone p/r per Meistriliiga     |
| Vall Tallinn          | Tallinn  | 8° in Meistriliiga, 2º nel girone p/r per Meistriliiga |

## Primo turno
| Pos. | Squadra               | Pt | G  | V  | N | P  | GF | GS | DR  |
| ---- | --------------------- | -- | -- | -- | - | -- | -- | -- | --- |
| 1    | Vall Tallinn          | 37 | 14 | 12 | 1 | 1  | 43 | 13 | +30 |
| 2    | Olümpia Maardu        | 30 | 14 | 10 | 0 | 4  | 43 | 21 | +22 |
| 3    | Dokker Tallinn        | 21 | 14 | 6  | 3 | 5  | 30 | 26 | +4  |
| 4    | Merkuur Tartu (-3)    | 18 | 14 | 6  | 3 | 5  | 23 | 21 | +2  |
| 5    | Dünamo Tallinn (-3)   | 16 | 14 | 5  | 4 | 5  | 33 | 31 | +2  |
| 6    | Kalev Sillamäe        | 14 | 14 | 4  | 2 | 8  | 21 | 33 | -12 |
| 7    | Pärnu                 | 12 | 14 | 3  | 3 | 8  | 14 | 22 | -8  |
| 8    | Jalgpallikool Tallinn | 6  | 14 | 2  | 0 | 12 | 12 | 52 | -40 |

## Secondo turno

### Girone promozione/retrocessione per Meistriliiga
|  | Pos. | Squadra        | Pt | G  | V | N | P | GF | GS | DR  |
|  | ---- | -------------- | -- | -- | - | - | - | -- | -- | --- |
|  | 1    | Lelle          | 26 | 10 | 8 | 2 | 0 | 52 | 10 | +42 |
|  | 2    | EP Jõhvi       | 19 | 10 | 5 | 4 | 1 | 23 | 9  | +14 |
|  | 3    | Vall Tallinn   | 17 | 10 | 4 | 5 | 1 | 14 | 3  | +11 |
|  | 4    | Dokker Tallinn | 8  | 10 | 2 | 2 | 6 | 11 | 28 | -17 |
|  | 5    | Olümpia Maardu | 7  | 10 | 2 | 1 | 7 | 10 | 40 | -30 |
|  | 6    | Merkuur Tartu  | 4  | 10 | 0 | 4 | 6 | 9  | 29 | -20 |

### Girone promozione/retrocessione per Esiliiga
Le quattro squadre della II Liiga furono: FC Lelle, Kärdla, Kohtla-Järve Veteranid e Vigri Tallinn. Le prime quattro classificate del girone si assicuravano un posto in Esiliiga per la stagione successiva.
|  | Pos. | Squadra                | Pt | G  | V  | N | P  | GF | GS | DR  |
|  | ---- | ---------------------- | -- | -- | -- | - | -- | -- | -- | --- |
|  | 1    | Kohtla-Järve Veteranid | 32 | 14 | 10 | 2 | 2  | 25 | 14 | +11 |
|  | 2    | Vigri Tallinn          | 32 | 14 | 9  | 5 | 0  | 46 | 16 | +30 |
|  | 3    | Pärnu                  | 28 | 14 | 8  | 4 | 2  | 30 | 17 | +13 |
|  | 4    | Kalev Sillamäe         | 19 | 14 | 5  | 4 | 5  | 20 | 17 | +3  |
|  | 5    | Dünamo Tallinn         | 13 | 14 | 3  | 4 | 7  | 30 | 37 | -7  |
|  | 6    | Kärdla                 | 13 | 14 | 3  | 4 | 7  | 18 | 28 | -10 |
|  | 7    | FC Lelle               | 10 | 14 | 2  | 4 | 8  | 14 | 25 | -11 |
|  | 8    | Jalgpallikool Tallinn  | 6  | 14 | 1  | 3 | 10 | 7  | 39 | -32 |

## Verdetti
- Vall Tallinn vincitore dell'Esiliiga 1997-1998.
- Dünamo Tallinn e Jalgpallikool Tallinn retrocessi in II Liiga.
- Olümpia Maardu cede il proprio titolo sportivo al Levadia Maardu.
- Vall Tallinn e Dokker Tallinn non iscritti al campionato successivo.